# Levocabastina
Levocabastina (nome comercial Livostin) é um antagonista de receptor H1 seletivo de segunda geração o qual foi descoberto na Janssen Farmacêutica em 1979. É usado para conjuntivite alérgica.
Além de atuar como anti-histamínico, levocabastina também foi encontrado como um antagonista potente e seletivo para o receptor de neurotensina NTS2, e foi a primeira droga utilizada para caracterizar os diferentes subtipos de neurotensina. Isso a tornou uma ferramenta útil para o estudo desse receptor.
O medicamento Bilina é uma combinação de Levocabastina, cloreto de benzalcônio, e outros componentes e é tipicamente suada em suspensão a 0.5 mg/ml como um colírio, comercializada normalmente em frascos de 4ml para o tratamento de conjuntivite alérgica ou condições oculares alérgicas similares.